# Trường Trung học phổ thông Nam Lý
Trường Trung học phổ thông Nam Lý là một trường trung học phổ thông công lập nằm trên địa bàn huyện Lý Nhân, tỉnh Hà Nam. Tháng 9 năm 1969 UBND tỉnh Hà Nam quyết định thành lập trường cấp III Nam Lý.

## Lịch sử
Năm 1965, do chiến tranh, trường cấp III Lê Hồng Phong sơ tán về xã Nhân Tiến - huyện Lý Nhân. Tháng 8 năm 1969, trường cấp III Lê Hồng Phong chuyển về thành phố Nam Định. Đáp ứng yêu cầu, nguyện vọng của nhân dân tháng 9 năm 1969 UBND tỉnh Hà Nam quyết định thành lập trường cấp III Nam Lý dựa trên nguồn lực còn lại của trường cấp III Lê Hồng Phong. Nguồn tuyển sinh ban đầu là học sinh ở 12 xã phía nam huyện Lý Nhân và xã An Ninh,huyện Bình Lục. Cơ sở vật chất ban đầu là những phòng học rải rác trong khu dân cư xóm 1 xã Nhân Tiến. Năm 1970, chính quyền và người dân dành 2ha đất canh tác để xây dựng trường mới.
Chất lượng giáo dục của nhà trường ngày càng cao: ba năm học, từ năm 2006 – 2007 đến 2008 – 2009 thực hiện cuộc vận động "hai không" tỉ lệ học sinh đỗ tốt nghiệp THPT đạt trung bình 98%, các đội tuyển học sinh giỏi luôn đạt thứ hạng cao trong tỉnh. Tỉ lệ học sinh đỗ vào các trường đại học, cao đẳng ngày càng được nâng lên: từ năm 2005 – 2006 đến 2007 – 2008 và 2008 – 2009 luôn đạt từ 34% đến 41%, được vinh danh top 200 trường THPT hàng đầu Việt Nam. Trường là một trong số các trường THPT trên địa bàn tỉnh có tỷ lệ đậu tốt nghiệp 100%.

## Cơ sở vật chất - Đào tạo
Ngày đầu, trường có 3 lớp với hai phòng học nhà tranh. Năm 1975: trường có dãy nhà cấp 4 gồm 15 phòng học, nhà hiệu bộ, 2 nhà tập thể và 1 phòng thí nghiệm.
Qua quá trình cải tạo nâng cấp trường có thêm hai khu nhà học cao tầng: 27 phòng học, khu hiệu bộ, phòng chức năng, khu để xe,...
Trong những năm qua, nhiều học sinh các thế hệ của nhà trường đã thành đạt trên nhiều lĩnh vực: hơn 10.000 học sinh tốt nghệp, hơn 2.000 học sinh đã và đang theo học các trường đại học, cao đẳng. Trong đó hơn 100 phó giáo sư, tiến sĩ và thạc sĩ. Nhiều cựu học sinh của trường là cán bộ chủ chốt của các tỉnh, thành phố, tổng giám đốc các công ty, cán bộ cao cấp trong các lĩnh vực vũ trang, nghiên cứu khoa học, có người là uỷ viên trung ương Đảng.
Quy mô đào tạo: năm đầu tiên trường có 5 lớp (2 lớp 8, 2 lớp 9, 1 lớp 10) với 200 học sinh với 12 giáo viên. Tới năm học 2006-2007, trường có 32 lớp với 1435 học sinh. Năm học 2019-2020, trường có 25 lớp với 1073 học sinh và 66 giáo viên.

## Thành tích
- Công nhận trường chuẩn quốc gia năm 2010[1]
- Huân chương lao động hạng ba năm 2013 [1]
- Thủ tướng tặng bằng khen năm 2018-2019[1]
- Hiệu trưởng Trần Tất Thắng, được xét tặng danh hiệu Nhà giáo Ưu tú (NGƯT) năm 2017.[6]

## Cựu học sinh tiêu biểu
- Đào Ngọc Dung - Ủy viên trung ương Đảng, Bộ trưởng Bộ Lao động thương binh và xã hội[1]
- Trương Minh Hiến - Phó Chủ tịch UBND Tỉnh Hà Nam[1]
- Phạm Đức - Giám đốc bệnh viện 354[1]
- Trần Đắc Phu - Cục trưởng cục Y tế dự phòng, Bộ Y tế[1]
- Lê Văn Tới (hs khóa 8) - Cục trưởng cục hải quan Quảng Trị [1]
- Trần Duy Giang - Chủ nhiệm Tổng cục hậu cần QĐND Việt Nam[1]